# Meine Schwester Ellen (1942)
Meine Schwester Ellen (Originaltitel: My Sister Eileen) ist eine US-amerikanische Filmkomödie von Alexander Hall aus dem Jahr 1942. Als literarische Vorlage diente das gleichnamige Bühnenstück der Drehbuchautoren Joseph Fields und Jerome Chodorov, das wiederum auf autobiografischen Kurzgeschichten der Autorin Ruth McKenney basierte.

## Handlung
Als Zeitungsreporterin eines Lokalblatts versucht Ruth Sherwood, mit einer lobpreisenden Theaterrezension die Schauspielambitionen ihrer Schwester Ellen zu unterstützen. Ellen wird jedoch kurzfristig als Darstellerin ersetzt, worauf Ruth wegen der bereits gedruckten Rezension entlassen wird. Daraufhin ziehen die beiden Schwestern von ihrem ländlichen Heimatort Columbus, Ohio, nach New York. Dort mieten sie sich mit dem wenigen Geld, das sie besitzen, in einer bescheidenen Bleibe in Greenwich Village ein. Auch in New York will Ellen ihr Glück auf der Bühne versuchen. Auf ihrer Suche nach einem Engagement lernt sie den Reporter Chic Clark kennen. Ruth versucht derweil, eine Anstellung bei einer Zeitung zu bekommen, gerät jedoch mit dem Inhaber der Zeitung in einen Streit, weshalb sie umgehend wieder kehrtmacht. Dabei lässt sie aus Versehen ein Manuskript zurück, das der Redakteur Robert Baker findet und ihr zurückbringen will.
Als Robert Ruth zu Hause antrifft, lädt er sie in ein Restaurant ein, wo er sie dazu ermutigt, über ihr Leben zu schreiben. Während Robert von der daraus resultierenden Story begeistert ist, wird sie von seinem Chef abgelehnt, weshalb sich Robert veranlasst sieht zu kündigen. Um mit Ellen ein paar Stunden in ihrem Apartment allein sein zu können, gibt Chic Ruth den Auftrag, zum Hafen in Brooklyn zu fahren, wo sie als Reporterin die Ankunft der portugiesischen Handelsflotte für einen Bericht festhalten soll. Als Chic mit Ellen allein im Apartment ist, kommt Robert Baker gerade rechtzeitig vorbei und unterbindet so Chics unerwünschte Annäherungsversuche bei Ellen. Später trifft auch Ruth wieder im Apartment ein, verfolgt von portugiesischen Matrosen. Bei dem Versuch, die Matrosen loszuwerden, verursachen die Schwestern versehentlich eine wilde Party. Wegen Ruhestörung wird Ellen daraufhin von der Polizei festgenommen.
Am nächsten Morgen treffen unverhofft Ruths und Ellens Großmutter und Vater Walter in ihrem Apartment in Greenwich Village ein. Letzterer bekommt einen schlechten Eindruck und besteht darauf, dass beide Mädchen nach Ohio zurückkehren. Während Ruth ihre Koffer packt, trifft Robert bei ihr ein mit einem Scheck in Höhe von 250 Dollar als Honorar für ihre Story, die er letztlich doch an seinen alten Chef verkaufen konnte. Glücklich über diese Neuigkeit entschließt sich Ruth, in New York zu bleiben. Roberts Chef will zudem Ruths neueste Geschichten veröffentlichen, worauf sich Ruth nur einlässt, wenn er im Gegenzug Ellen ein paar Theaterproduzenten vorstellt.

## Hintergrund
Das Drehbuch basiert auf dem gleichnamigen Broadway-Bühnenerfolg der Drehbuchautoren Joseph Fields und Jerome Chodorov, die sich von autobiografischen Kurzgeschichten von Ruth McKenney inspirieren ließen, die diese in The New Yorker veröffentlicht hatte. In diesen Geschichten, die von McKinney nach den Zeitungsveröffentlichungen auch zu einem Buch zusammengefasst wurden, berichtet sie vom gemeinsamen Aufwachsen der unterschiedlichen Schwestern. Eileen McKinnon (1913–1940), das Vorbild für Eileen, heiratete später den Schriftsteller Nathanael West und kam mit ihm bei einem Autounfall ums Leben.
Der Film, in dem The Three Stooges einen Gastauftritt haben, wurde am 24. September 1942 in den Vereinigten Staaten uraufgeführt. In Deutschland wurde der Film erstmals im September 1946 in den Kinos gezeigt. Dabei wurde der Name von Janet Blairs Figur von Eileen in Ellen umgeändert.
Im Jahr 1955 entstand unter dem gleichen Titel ein Musical-Remake in Technicolor mit Janet Leigh und Jack Lemmon. Während Richard Quine in der Version von 1942 die Nebenrolle des Ladenmitarbeiters Frank spielte, übernahm er bei der Neuverfilmung die Regie. Von 1960 bis 1961 lief im US-amerikanischen Fernsehen auch eine auf dem gleichen Stoff basierende Serie von CBS.

## Kritiken
Für das Lexikon des internationalen Films war Meine Schwester Ellen eine „[a]müsante Verfilmung einer Broadway-Erfolgskomödie“, die „auf die pointensichere Rosalind Russell zugeschnitten“ sei. Russell sei so gut, dass sie „ihre Darstellerkollegen an die Wand spielt“. Laut Bosley Crowther von der New York Times sei der Film streckenweise „ein possenhafter Balanceakt“. Rosalind Russell verkörpere dabei die gescheite Schwester „auf erfreulich mürrische und zynische Weise“, während Janet Blair „entwaffnend naiv als die hübsche, begehrenswerte“ daherkomme. Variety bezeichnete Russells Darbietung als „effektive Mischug aus Knappheit und Herzlichkeit“.
Craig Butler vom All Movie Guide meinte rückblickend, dass der Film „zwar albern und seicht“, doch gleichzeitig „nicht nur bezaubernd, sondern regelrecht liebenswert“ sei. Das Drehbuch halte „viele Lacher“ bereit. Russell sei in „Topform“. Sie werfe mit witzigen Zeilen nur so um sich, habe dabei „sehr gutes Timing“ und trage den Film, „als ob es die einfachste Sache der Welt wäre, so eine bemerkenswerte Glanzleistung abzuliefern“. Butler lobte auch Janet Blair, Brian Aherne und Richard Quine, doch sei es Russell, die die Herzen der Zuschauer gewinne und Meine Schwester Ellen zu „jener Art Film“ mache, den man sich im Fernsehen immer wieder ansehen könne. Der Filmkritiker Leonard Maltin sprach von einer „[a]müsanten Geschichte zweier Ohio-Mädchen“, die „bisweilen forciert“ wirke. Russell stehle größtenteils die Show.

## Auszeichnungen
Rosalind Russell war für ihre Leistung in Meine Schwester Ellen bei der Oscarverleihung 1943 in der Kategorie Beste Hauptdarstellerin nominiert, musste sich jedoch Greer Garson in Mrs. Miniver geschlagen geben.